# 北本町 (船橋市)
北本町（きたほんちょう）は、千葉県船橋市にある地名。現行行政地名は北本町一丁目・二丁目。住居表示実施地区。郵便番号は273-0864。

## 地理
海老川の最大の支流である長津川が町域の最東端を流れており、低地・斜面・台地で構成される。町域は南北に細長く、東部が一丁目、北部が二丁目である。
東側で夏見、南側で本町、南西側で山手、北側で前貝塚町、北東側で夏見台、北西側で行田に隣接する。
町名は、市の中心部である本町地区の真北に位置することに由来する。近隣の南本町も同様に、同地区の真南に位置することに由来する。。
- 河川 - 長津川

## 歴史
従来の「本町」のうち、1970年（昭和45年）3月1日実施の住居表示（本町一丁目 - 七丁目）の対象から外れた北側の地域に、海神町二丁目と行田町の一部を併せて、1971年（昭和46年）2月1日に船橋市が住居表示を施行し、新たに「北本町一丁目・二丁目」が誕生した。

## 世帯数と人口
2020年3月1日時点の世帯数と人口は以下のとおりである。
| 丁目         | 世帯数   | 人口    |
| ------------ | -------- | ------- |
| 北本町一丁目 | 2460世帯 | 6269人  |
| 北本町二丁目 | 3500世帯 | 8030人  |
| 計           | 5960世帯 | 14299人 |

## 小・中学校の学区
市立小・中学校に通学する場合、学区は以下のとおりとなる
| 丁目         | 区域                                                                                        | 小学校 | 中学校                                       |
| ------------ | ------------------------------------------------------------------------------------------- | --- | -------------------------------------------- |
| 北本町一丁目 | 全域（下記を除く）                                                                          | 【特別区域】 船橋市立船橋小学校 船橋市立海神小学校                                                            | <選択> 船橋市立船橋中学校 船橋市立海神中学校 |
| 北本町一丁目 | ライフタウン北本町 （2-14-○○○号室）                                                         | 【特別区域】 船橋市立船橋小学校 船橋市立海神小学校                                                            | 船橋市立海神中学校                           |
| 北本町一丁目 | 不二越社宅 （5-12-○○○号室）                                                                 | 【特別区域】 船橋市立船橋小学校 船橋市立海神小学校                                                            | 船橋市立海神中学校                           |
| 北本町一丁目 | ライオンズマンション （14-7-○○○号室）                                                       | 【特別区域】 船橋市立船橋小学校 船橋市立海神小学校                                                            | 船橋市立海神中学校                           |
| 北本町一丁目 | サンハイツ （18-1棟〜3棟）                                                                  | 【特別区域】 船橋市立船橋小学校 船橋市立海神小学校                                                            | 船橋市立海神中学校                           |
| 北本町一丁目 | 9番（1号を除く） 11番 - 13番・15番 16番（1号を除く） 19番 - 21番                            | 船橋市立市場小学校                                                                                            | 船橋市立船橋中学校                           |
| 北本町二丁目 | 1番 - 62番 63-1-16・26 （パスコマンション63-1-を除く） 64番（船橋ハイツを除く） 65番 - 69番 | 【特別区域】 船橋市立船橋小学校 船橋市立海神小学校 船橋市立八栄小学校 船橋市立塚田小学校 船橋市立行田東小学校 | <選択> 船橋市立船橋中学校 船橋市立海神中学校 |
| 北本町二丁目 | パスマンション （63-1-○○○号室）                                                             | 【特別区域】 船橋市立船橋小学校 船橋市立海神小学校 船橋市立八栄小学校 船橋市立塚田小学校 船橋市立行田東小学校 | 船橋市立船橋中学校                           |
| 北本町二丁目 | 船橋ハイツ （64番1棟 - 6棟）                                                                | 【特別区域】 船橋市立船橋小学校 船橋市立海神小学校 船橋市立八栄小学校 船橋市立塚田小学校 船橋市立行田東小学校 | 船橋市立船橋中学校                           |

## 交通

### 鉄道
- 町域内に鉄道駅はない。場所によっては船橋駅が徒歩圏である。
- 町域最南端を東葉高速鉄道東葉高速線が通過するが駅はない。
- 町域南部では、東武野田線新船橋駅、東葉高速線東海神駅が近い。
- 町域北部では、東武野田線塚田駅が近い。

### バス
- 京成バスの路線バスが町域内を運行し、船橋駅へ結んでいる。